# Brommella lactea
Brommella lactea is een spinnensoort uit de familie Cicurinidae.
De wetenschappelijke naam van de soort werd voor het eerst geldig gepubliceerd in 1958 door Ralph Vary Chamberlin  & Willis J. Gertsch.